# 高田由紀子
高田 由紀子（たかだ ゆきこ）は日本のライトノベル作家。児童文学作家。

## 人物
千葉県在住、新潟県相川町（現在の佐渡市）出身。2016年、『まんぷく寺でまってます』でデビュー。2019年、『君だけのシネマ』で第5回児童ペン賞少年小説賞を受賞。「季節風」同人。日本児童文学者協会会員。

## 著書
- 『まんぷく寺でまってます』ポプラ社〈ポプラ物語館 71〉、2016年9月。ISBN 978-4-591-15127-3。全国書誌番号:22782434。
- 『青いスタートライン』ポプラ社〈ノベルズ・エクスプレス 34〉、2017年7月。ISBN 978-4-591-15500-4。全国書誌番号:22914661。
- 『君だけのシネマ』PHP研究所〈わたしたちの本棚〉、2018年8月。ISBN 978-4-569-78782-4。全国書誌番号:23082365。
- 『ビター・ステップ』ポプラ社〈ノベルズ・エクスプレス 42〉、2018年9月。ISBN 978-4-591-15990-3。全国書誌番号:23104647。
- 『スイマー』ポプラ社〈teens' best selections 53〉、2020年7月。ISBN 978-4-591-16702-1。全国書誌番号:23426393。
- 『オン・ステージ! ①あいつはナイショの幽霊部員!?』ポプラ社〈ポプラキミノベル た-02-01〉、2021年4月。ISBN 978-4-591-16995-7。全国書誌番号:23542283。
- 『オン・ステージ! ➁邪悪な影に気をつけろ!?』ポプラ社〈ポプラキミノベル た-02-02〉、2021年9月。ISBN 978-4-591-17121-9。全国書誌番号:23594159。
- 『オン・ステージ! ③アブナイ夏合宿とラスト・コンクール!』ポプラ社〈ポプラキミノベル た-02-03〉、2022年4月。ISBN 978-4-591-17370-1。全国書誌番号:23684035。
- 『ハッピー・クローバー!』あかね書房〈読書の時間 11〉、2022年5月。ISBN 9784251044815。全国書誌番号:23684251。
- 『金色の羽でとべ』小学館、2023年3月。

## 共著
- 「たそがれ時の魔法」『きみが、この本、読んだなら とまどう放課後編』、さ・え・ら書房、2020年3月、ISBN 978-4-378-01556-9、全国書誌番号:23355538。
- 「姫のゆびさき」『君色パレット; 多様性をみつめるショートストーリー　[2]』、岩崎書店、2022年2月、ISBN 9784265090624、全国書誌番号:23665167。